# Калорија
Калорија је мерна јединица за енергију. Њено име потиче из француског језика, а изведено је од латинске речи calor што значи топлота. Као стандардна СИ-јединица за енергију углавном се користи џул (Ј). Ипак, калорија се чешће користи као мерило количине топлоте или метаболичке енергије садржане у хемијским везама прехрамбених производа. Количина енергије која се добије комплетном оксидацијом свих хранљивих супстрата у некој намирници назива се слободна енергија (∆G).
Много различитих дефиниција калорије се појавило за време 19. и 20. века. Постоје два основна значења овог појма:
- мала калорија или грам-калорија представља количину енергије потребну за повећање температуре 1 грама воде за 1 степен целзијуса. Она износи приближно 4,1868 J и њен симбол је .
- велика калорија или кило-калорија представља количину енергије потребну за повећање температуре 1 килограма воде за 1 степен целзијуса. Ово износи приближно 4.186,8 J или тачно хиљаду малих калорија. Представља се симболом kcal или Cal.[2]

У научном контексту, име „калорија“ стриктно означава грам-калорију. Неформално, у производњи и обележавању хране и свакодневном разговору, термин „калорија“ готово увек означава кило-калорију.

## Ознаке и етикете на храни
Калорија је постала уобичајени израз када су дијететичари почели да саветују гојазним особама вежбање (потрошњу енергије) и смањен енергетски унос. Многе владе захтевају од произвођача хране да јасно истакну енергетску вредност производа, како би се потрошачима олакшала контрола енергетског уноса.
Количина енергије садржана у неком производу (намирници) може се одредити комплетним сагоревањем осушене хране у калориметрима, што је познато као директна калориметрија. Ипак, овако добијена енергија не одговара у потпуности енергији коју људски организам може да извуче из конкретне намирнице. Разлог за то лежи у чињеници да намирнице обично садрже и несварљиве састојке, а апсорпција сварљивих компоненти у гастроинтестиналном тракту није потпуна. Обично се ресорбује приближно 98% угљених хидрата, 95% масти и 92% протеина. Због тога, стандардним хемијским тестовима и анализом рецепта се одређује количина сварљивих састојака и на основу тога се одређује калоријска вредност хране:
| Нутријенти        | енергетска вредност | енергетска вредност |
| Нутријенти        | kcal/g              | kJ/g                |
| ----------------- | ------------------- | ------------------- |
| протеини          | 4                   | 17                  |
| угљени хидрати    | 4                   | 17                  |
| масти             | 9                   | 37                  |
| алкохол           | 7                   | 29                  |
| органске киселине | 3                   | 13                  |

Остали састојци из хране (вода, несварљива влакна, минерали и витамини) не користе се у израчунавању расположиве енергије у храни.

## Варијанте
Количина енергије потребна за повећање температуре 1 грама воде за 1 степен целзијуса, при нормалном атмосферском притиску (101.325 Pa), зависи од почетне температуре воде и често не може прецизно да се измери. Због тога постоји неколико различитих дефиниција калорије:
| Име                                         | Симбол | Конверзије                                                | Напомене |
| ------------------------------------------- | ------ | --------------------------------------------------------- | --- |
| Термохемијска калорија                      |        | ≡ 4,184 J ≈ 0,003964 BTU ≈ 1,162×10−6 kWh ≈ 2,611×1019 eV | количина енергије једнака са тачно 4,184 џула |
| 4 ° калорија                                | 4      | ≈ 4,204 ≈ 0,003985 BTU ≈ 0,001168 kWh ≈ 2,624×1022 eV     | количина енергије за загревање једног грама безваздушне воде од 3,5 до 4,5 ° при стандардном атмосферском притиску. |
| 15 ° калорија                               | 15     | ≈ 4,1855 ≈ 0,0039671 BTU ≈ 0,011626 kWh ≈ 2,6124×1023 eV  | Количина енергије неопходна за загревање једног грама безваздушне воде од 14,5 до 15,5 ° при стандардном атмосферском притиску. Експерименталне вредности ове калорије су у опсегу од 4,1852 до 4,1858 . је 1950. објавио експерименталну вредност од 4,1855 J, напомињући неодређеност од 0,0005 . |
| 20 ° калорија                               | 20     | ≈ 4,182 ≈ 0,003964 BTU ≈ 0,001162 kWh ≈ 2,610×1022 eV     | количина енергије неопходна за загревање безваздушне воде од 19,5 до 20,5 ° при стандардном атмосферском притиску. |
| Просечна калорија                           | просек | ≈ 4,190 ≈ 0,003971 BTU ≈ 0,00116 kWh ≈ 2,62×1022 eV       | 1⁄100 количине енергије неопходне за загревање једног грама безваздушне воде од 0 до 100 ° при стандардном атмосферском притиску. |
| Интернационална калорија табеле паре (1929) |        | ≈ 0,0039683 BTU ≈ 0,011630 kWh ≈ 2,6132×1023 eV           | 1⁄860 међународних ват часова = тачно 180⁄43 међународних џула. |
| Интернационална калорија табеле паре (1956) |        | ≡ 4,1868 ≈ 0,0039683 BTU = 0,011630 kWh ≈ 2,6132×1023 eV  | 1,163 = тачно 4,1868 . Ова дефиниција је усвојена на Петој међународној конференцији о својствима паре (Лондон, јул 1956). |

1. ↑  The figure depends on the conversion factor between international joules and absolute (modern) joules. Using the mean international ohm and volt (1,00049 Ω, 1,00034 V[7]), the international joule is about 1,00019 J, using the US international ohm and volt (1,000495 Ω, 1,000330 V) it is about 1,000165 J, giving 4,18684 and 4,18674 J, respectively.

Две најприхватљивије варијанте појма калорија у старијој литератури су "15 ° калорија“ (cal15) и „термохемијска калорија“. До 1948. године, каснија је била дефинисана као 4,1833 међународних џула; садашњи стандард од 4,184  који је одабран за нову термохемијску калорију представља исти квантитет енергије као и пре. Калорија је првобитно била дефинисана специфично као мера енергије у виду топлоте, експериментално одређен калориметријом.
Због чињенице да је велики број различитих варијанти (дефиниција) био узрок конфузије и честих грешака, као стандардна јединица СИ-система за енергију и топлоту данас се употребљава џул (Ј).

## Исхрана
У погледу нутриционог садржаја, килоџул (kJ) је СИ јединица нутриционе енергије, мада је килокалорија још увек у широкој употреби. Реч калорија се популарно користи са бројем килокалорија измерене нутриционе енергије. Да би се избегла конфузија, понекад се пише Калорија (са великим „К”) да би се направила разлика, мада то није широко прихваћено (делом због тога што капитализација није у складу са СИ правилом о почетном слову имена јединице или њених деривата, које пишу малим словом).
На пример, вредности специфичне енергије или густине енергије се обично наводе као „калорија по порцији” или „килокалорије по 100 ”. Нутриционе потребе или конзумација се обично изражавају у калоријама на дан. Један грам масти у храни садржи девет калорија, а грам било угљених хидрата или протеина садржи приближно четири калорије. Алкохол у храни садржи седам калорија по граму. За лакшу представу, човек који хода потроши око 150 килокалорија на сат (150 kCal), док рецимо на лакшем трчању троши око 500-600 килокалорија на сат (500-600 kCal). Највише енергије троше бициклисти где се прелази чак 1000 килокалорија на сат (1000 kCal). За опис, једна чоколада од 100 грама има калоричну вредност око 600 килокалорија.

## Хемија
У другим научним контекстима, термина калорија се скоро увек односи на мале калорије. Мада она није СИ јединица, она се још увек користи у хемији. На пример, енергија ослобођена у хемијској реакцији по молу реагента се понекад изражава у килокалоријама по молу. Типично је ова употреба у великој мери била последица лакоће са којом се она може израчунати у лабораторијским реакцијама, посебно у воденим растворима: запремина реагента је растворена у води формирајући раствор, са концентрацијом израженом у моловима по литру (1 литар тежи 1 kg) што узрокује температурну промену у степенима Целзијуса у укупној запремини воденог раствора, и ти квантитети (запремина, моларна концентрација и промена температуре) се могу затим користити за израчунавање енергије по молу. Калорија се исто тако понекад користи за навођење енергије квантитета који су везани за реакциону енергију, као што су енталпија формирања и величине активационих баријера. Међутим, њена употреба се све више замењује СИ јединицом, џулом, и њиховим умношцима као што је килоџул.

## Мерење енергетског садржаја хране
У прошлости је калориметријска бомба кориштена за одређивање енергетског садржаја хране путем сагоревања узорка и мерења температурне промене у окружујућој води. У данашње време овај метод није широко заступљен у САД, већ је замењен рачунањем енергетског садржаја директно сабирањем енергетских вредности које пружају нутријенти који садрже енергију (као што су протеини, угљени хидрати и масти). Садржај влакана се изузима, јер она не бивају сварена у телу.